# Plicatodus
Genre
Plicatodus est un genre éteint de requins de la famille également éteinte des Xenacanthidae qui a vécu en Europe de la fin du Carbonifère au début du Permien (-307 à -295 millions d’années).
Son espèce type est Plicatodus jordani.